# Белшево
Белшево (пол. Bełszewo) — село в Польщі, у гміні Осенцини Радзейовського повіту Куявсько-Поморського воєводства.
Населення — 258 осіб (2011).
У 1975-1998 роках село належало до Влоцлавського воєводства.

## Демографія
Демографічна структура станом на 31 березня 2011 року:
|          | Загалом | Допрацездатний вік | Працездатний вік | Постпрацездатний вік |
| -------- | ------- | ------------------ | ---------------- | -------------------- |
| Чоловіки | 125     | 28                 | 75               | 22                   |
| Жінки    | 133     | 29                 | 66               | 38                   |
| Разом    | 258     | 57                 | 141              | 60                   |